# Альдо Чевеніні
Альдо Чевеніні (італ. Aldo Cevenini, 8 листопада 1889, Арона — 21 жовтня 1973, Деїва-Марина) — італійський футболіст, що грав на позиції півзахисника за «Мілан», «Інтернаціонале» і «Новезе». Учасник першої офіційної гри в історії національної збірної Італії.
По завершенні ігрової кар'єри — тренер.

## Клубна кар'єра
У дорослому футболі дебютував 1907 року виступами за команду «АК Лібертас», в якій провів два сезони. 
Згодом з 1909 по 1921 рік грав за «Мілан» та «Інтернаціонале», декілька разів переходивши з одного міланського гранда до іншого. У складі «Інтера» в сезоні 1919/20 ставав чемпіоном Італії.
Згодом протягом сезону 1921/22 грав за «Новезе», у складі якого також вигравав національний чемпіонат.
Завершував ігрову кар'єру в «Інтернаціонале», за який у своєму останньому сезоні 1922/23 провів 22 матчі.

## Виступи за збірну
15 травня 1910 року був включений до складу національної збірної Італії на її перший в історії офіційний матч — товариську гру проти збірної Франції, яка завершилася перемогою італійців з рахунком 6:2.
За 11 днів відіграв у своєму другому матчі за національну команду, в якому вона поступилася з рахунком 1:6 збірній Угорщини, що відповідно стало першою поразкою в історії італійської футбольної збірної.
Загалом протягом шести років провів у її формі 11 матчів, забивши 4 голи.

## Кар'єра тренера
Перший досвід тренерської роботи отримав ще продовжуючи грати на полі, протягом 1916–1918 років був граючим тренером «Мілана».
За деякий час після завершення ігрової кар'єри повернувся до тренерської роботи, очоливши 1929 року тренерський штаб «Аталанти», в якому пропрацював один рік.
Останнім місцем тренерської роботи була «Павія», головним тренером команди якого Альдо Чевеніні був з 1932 по 1933 рік, вивівши її з другого до найвищого дивізіону італійської першості.
Помер 21 жовтня 1973 року на 84-му році життя у місті Деїва-Марина.
| Дата      | Місто        | Господарі | Результат | Гості     | Турнір           | Голи | Примітки                                        |
| --------- | ------------ | --------- | --------- | --------- | ---------------- | ---- | ----------------------------------------------- |
| 15-5-1910 | Мілан        | Італія    | 6 – 2     | Франція   | товариський матч | -    | Перша гра і перший гол в історії збірної Італії |
| 26-5-1910 | Будапешт     | Угорщина  | 6 – 1     | Італія    | товариський матч | -    | Перша поразка в історії збірної Італії          |
| 6-1-1911  | Мілан        | Італія    | 0 – 1     | Угорщина  | товариський матч | -    |                                                 |
| 9-4-1911  | Сент-Уан     | Франція   | 2 – 2     | Італія    | товариський матч | -    |                                                 |
| 7-5-1911  | Мілан        | Італія    | 2 – 2     | Швейцарія | товариський матч | -    |                                                 |
| 21-5-1911 | Ла-Шо-де-Фон | Швейцарія | 3 – 0     | Італія    | товариський матч | -    |                                                 |
| 17-3-1912 | Турин        | Італія    | 3 – 4     | Франція   | товариський матч | 1    |                                                 |
| 12-1-1913 | Сент-Уан     | Франція   | 1 – 0     | Італія    | товариський матч | -    |                                                 |
| 29-3-1914 | Турин        | Італія    | 2 – 0     | Франція   | товариський матч | 1    |                                                 |
| 5-4-1914  | Генуя        | Італія    | 1 – 1     | Швейцарія | товариський матч | -    |                                                 |
| 31-1-1915 | Турин        | Італія    | 3 – 1     | Швейцарія | товариський матч | 2    |                                                 |
| Усього    |              | Матчів    | 11        |           | Голів            | 4    |                                                 |

## Титули і досягнення

### Як гравця
- Чемпіон Італії (2):

«Інтернаціонале»: 1919-1920
«Новезе»: 1921-1922